# Pierre Marcel-Béronneau
Pierre Amédée Marcel-Béroneau (n. 14 iulie 1869, Bordeaux, Franța – d. 13 ianuarie 1937, La Seyne-sur-Mer, Provence-Alpes-Côte d'Azur, Franța) a fost un pictor simbolist francez. A lucrat mai întâi la École des Beaux-Arts din Bordeaux, în același timp cu Fernand Sabatté⁠(d), apoi a devenit „unul dintre cei mai străluciți studenți” ai lui Gustave Moreau la École nationale supérieure des Beaux-Arts. A fost membru al Société des Artistes Français.
La începutul lui februarie 1909, Kahlil Gibran lucra de câteva săptămâni în atelierul lui Béronneau din Paris; a folosit „simpatia lui față de Béronneau ca o scuză pentru a părăsi cu totul Academia Julian”. Potrivit lui Robin Waterfield⁠(d), „Gibran a fost confirmat în aspirația sa de a fi un pictor simbolist” după ce a lucrat în atelierul lui Marcel-Béronneau.